# گور سوراخ گرگک ۳
گور سوراخ گرگک ۳ در شهرستان کوهرنگ، بخش مرکزی، دهستان شوراب تنگزی، ۵/۹۵ کیلومتری شرق چلگرد به خط مستقیم، بالای یال جنوبی کوه سوراخ گرگک واقع شده و این اثر در تاریخ ۲۷ اسفند ۱۳۸۷ با شمارهٔ ثبت ۲۶۳۰۴ به‌عنوان یکی از آثار ملی ایران به ثبت رسیده است.